# Hedley (Texas)
Hedley è un centro abitato degli Stati Uniti d'America, situato nella contea di Donley dello Stato del Texas.
La popolazione era di 379 persone al censimento del 2000.

## Geografia fisica
Hedley è situata a 34°52′02″N 100°39′35″W (34.867099, -100.659761).
Secondo lo United States Census Bureau, ha un'area totale di 0,7 miglia quadrate (1,8 km²).

## Società

### Evoluzione demografica
Secondo il censimento del 2000, c'erano 379 persone, 161 nuclei familiari e 98 famiglie residenti nella città. La densità di popolazione era di 520,1 persone per miglio quadrato (200,5/km²). C'erano 209 unità abitative a una densità media di 286,8 per miglio quadrato (110,5/km²). La composizione etnica della città era formata dal 91,29% di bianchi, l'1,85% di afroamericani, l'1,58% di nativi americani, il 5,01% di altre razze, e lo 0,26% di due o più etnie. Ispanici o latinos di qualunque razza erano il 9,76% della popolazione.
C'erano 161 nuclei familiari di cui il 24,8% aveva figli di età inferiore ai 18 anni, il 49,7% erano coppie sposate conviventi, l'8,1% aveva un capofamiglia femmina senza marito, e il 39,1% erano non-famiglie. Il 37,9% di tutti i nuclei familiari erano individuali e il 25,5% aveva componenti con un'età di 65 anni o più che vivevano da soli. Il numero di componenti medio di un nucleo familiare era di 2,35 e quello di una famiglia era di 3,13.
La popolazione era composta dal 28,8% di persone sotto i 18 anni, il 6,9% di persone dai 18 ai 24 anni, il 19,0% di persone dai 25 ai 44 anni, il 21,6% di persone dai 45 ai 64 anni, e il 23,7% di persone di 65 anni o più. L'età media era di 42 anni. Per ogni 100 femmine c'erano 83,1 maschi. Per ogni 100 femmine dai 18 anni in giù, c'erano 74,2 maschi.
Il reddito medio di un nucleo familiare era di 25.750 dollari, e quello di una famiglia era di 39.375 dollari. I maschi avevano un reddito medio di 22.500 dollari contro i 20.208 dollari delle femmine. Il reddito pro capite era di 11.568 dollari. Circa il 10,8% delle famiglie e il 20,4% della popolazione erano sotto la soglia di povertà, incluso il 13,0% di persone sotto i 18 anni e il 40,5% di persone di 65 anni o più.